# 自治財政局
自治財政局（日语：／）是日本總務省的內部部局。

## 概要
為了保障對地方自治的確立來說不可缺少的財源，進行著關於地方財政全般的制度的企劃・具案及綜合調整。

## 組織
- 自治財政局長
- 官房審議官（財政制度，財務擔當）
- 官房審議官（公營企業擔當）
- 財政課
  - 企劃係
  - 制度係
  - 財政計劃係
  - 總務室
    - 總務係
    - 預算係
    - 人事係
- 調整課
- 交付稅課
- 地方債課
- 公營企業課
- 財務調查課
  - 企劃係
  - 財政健全化係
  - 財務調查係
  - 財政健全化専門官
- 財務調查官（2名）

## 備註
1. ↑  （日語） 各部分局的所掌事務的一覽 （网站时光机 2019年9月5日 總務省）